# Nancy Hogshead
Nancy Lynn Hogshead, née le 17 avril 1962 à Iowa City, est une nageuse américaine.

## Carrière
Nancy Hogshead remporte quatre médailles aux Jeux olympiques d'été de 1984 à Los Angeles :
- une médaille d'or sur 100 mètres nage libre ;
- une médaille d'or sur 4 × 100 mètres nage libre ;
- une médaille d'or sur 4 × 100 mètres quatre nages ;
- une médaille d'argent sur 200 mètres quatre nages.

Elle y termine aussi quatrième de la finale du 200 mètres papillon.
Elle est inscrite à l'International Swimming Hall of Fame en 1994.